# مرزية فريقي
مرزية فريقي أو مرضية فريقي فنانة ومغنية كردية ولدت في مدينة مريوان في كردستان إيران في عام 1958، توجّهتْ إلى مدينة سنه لإكمال دراستها هناك بعد أن انتسبت إلى دارالمعلّماتِ فيها وأنهتها بتفوّقٍ، ثمّ عادت إلى مريوان وهناك عملتْ كمعلّمة في مدرسة ابتدائية، بدأت الغناء وهي في التّاسعة من عمرها، انضمت إلى الحزبِ الشّيوعي الإيراني (توده) في بدايةِ انطلاقتها وبعدها انضمت إلى حزب (كادحي كردستان إيران) وأيضا انضمت إلى الأحزاب الكردية بعد مجيئها إلى كردستان العراق وشاركت في العديد من المظاهرات والمسيرات الجماهيرية والسياسية، لم يقتصر غناءُ مرزية على اللهجة الكردية فقط وإنما غنت بلهجات أخرى أيضاً، وكانت تجيد غناء الشعر الفصيح والشعبي أيضاً وغنت للمرأة وللأطفال والحرية.
هاجرتْ مع زوجها وولديها إلى السويد في عام 1985، انقطعت عن الغناء لعدة سنوات إلى أن استأنفت نشاطها الفني مرة ثانية عام 1994 حيث سجلت آنذاك ألبوماً غنائياً أصبح حديث الساحة الفنية لفترة من الزمن. سجلت في سنة 2003 نشيد [رفراندوم] مع زوجها ناصر رزازي من ألحان الملحن المشهور هلكوت زاهیر ونجحت جماهيريا وأصبح الموسيقار هلكوت زاهیر ملحنها المفضل مرزية فريقي وقررت ألا تغني إلا من ألحان الموسيقار هلكوت زاهیر وعملت عدد من الحفلات في ألمانيا، بعد ذلك أتفقت على عمل ألبوم غنائي كامل من ألحان هلكوت زاهیر ولحن لها سبعة أغاني منها أغنية [هه موو شه و] بعد مرور فترة توفيت مرزية فريقي وقامت ابنتها دلنيا رزازي بتكملة الأغاني الستة الأخرى ونجح الألبوم بشكل ملفت.

## حياتها الاجتماعية
تزوجت في عام 1978 من المغني الكردي المشهور ناصر رزازي وأنجبت له ثلاثة أولاد كاردو، ماردين ودلنيا. توفيت مرزية فريقي في يوم 18/9/2005 م في ستوكهولم عاصمة السويد إثر تعرّضها لنزيفٍ دمويّ في الدّماغ أثناء عملية جراحية وتزوج بعدها الفنان ناصر رزازي من فتاة إيرانية. ابنتها دلنيا أيضا توجهت إلى المجال الفني وأصدرت أغنية خاصة بوالدتها مرزية فريقي بعد وفاتها. كانت من ألحان الموسيقار هلكوت زاهر.